# HTMS Chakri Naruebet
HTMS Chakri Naruebet (thajsky: จักรีนฤเบศร ~ „Panovník dynastie Čakrí“) je první (a jedinou) letadlovou lodí a zároveň vlajkovou lodí Thajského královského námořnictva. Konstrukce plavidla vychází ze španělské letadlové lodě Principe de Asturias (je však menší), přičemž i Chakri Naruebet byla postavena v letech 1994–1996 ve Španělsku, a to loděnicí Bazán ve městě Ferrol. Thajsku bylo nové plavidlo předáno v roce 1997. Loď se v roce 2004 podílela na likvidaci škod, které způsobilo zemětřesení v Indickém oceánu. Přestože je vlajkovou lodí, její výzbroj a elektronické vybavení jsou pro nedostatek financí stále nekompletní, protože Thajsko bylo v 90. letech silně postiženo ekonomickou krizí.

## Pozadí vzniku

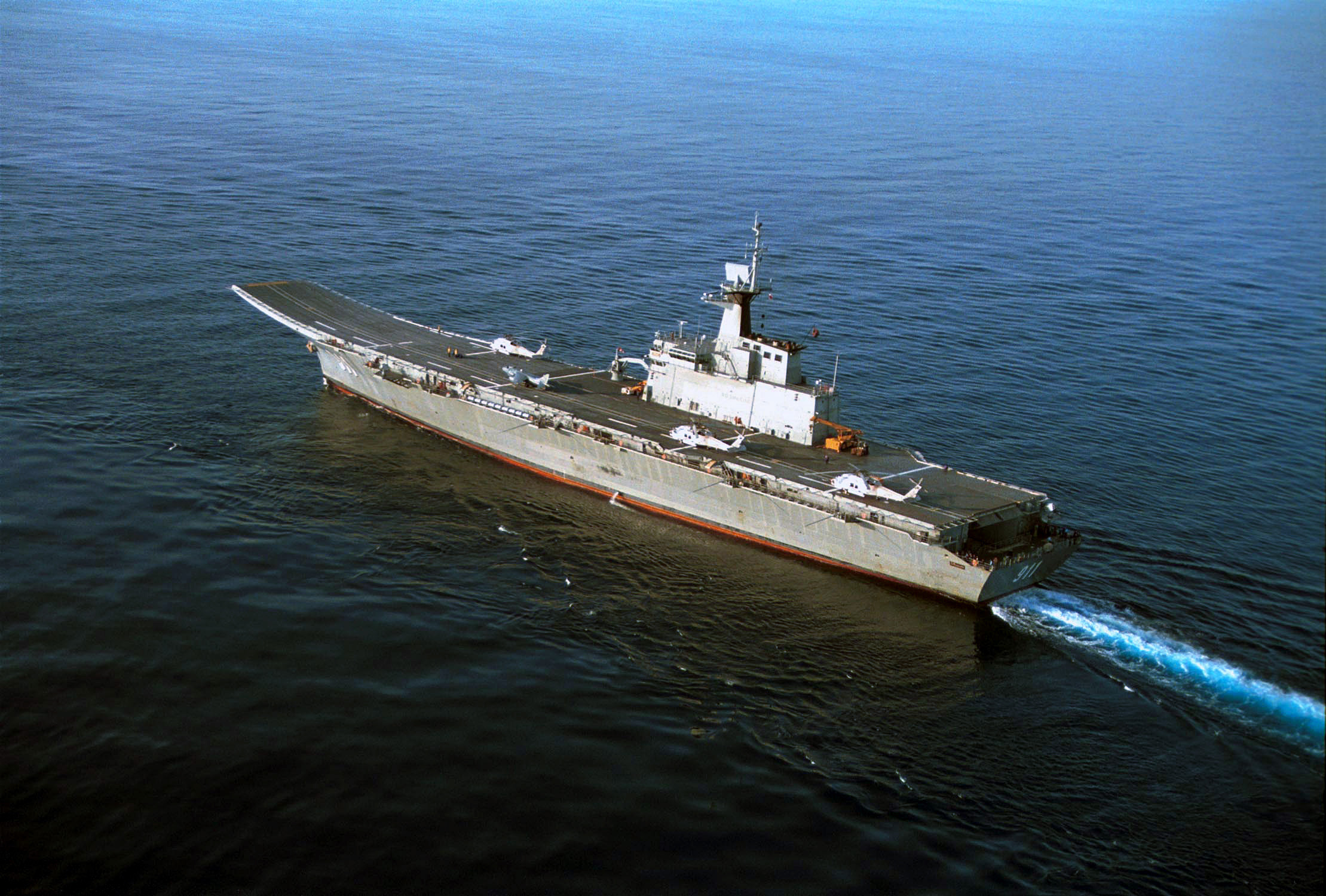
Pohled zezadu

Thajské námořnictvo o pořízení letadlové lodě vážně uvažovalo již od 70. let 20. století. Původně se kvůli úspoře financí uvažovalo o stavbě klasické vrtulníkové výsadkové lodi s výtlakem přibližně 7800 tun, s obdélníkovou průběžnou palubou, velitelským ostrovem a nosností deseti těžkých vrtulníků. Takové plavidlo bylo v 80. letech dokonce objednáno v německé loděnici Bremer vulcan, ale v roce 1991 byla stavba lodi zrušena. Velení námořnictva se totiž nakonec přiklonilo k náročnějšímu a zároveň všestrannějšímu projektu lehké letadlové lodi, schopné plnit i ofenzivní úkoly. Dne 28. března 1992 byla ve Španělsku objednána lehká letadlová loď schopná provozovat bojové letouny s krátkým vzletem a kolmým přistáním. Aby se ušetřily finanční prostředky, mělo být plavidlo vyzbrojováno až postupně v letech po zařazení do služby.
V roce 2012 byla společnost SAAB vybrána pro modernizaci palubního bojového informačního systému 9LV Mk4. Modernizace má být hotova do roku 2015. Chakri Naruebet bude například vybavena datalinkem, který umožní její datové spojení s thajskými stíhacími letouny Gripen a hlídkovými letouny Saab 340.

## Konstrukce

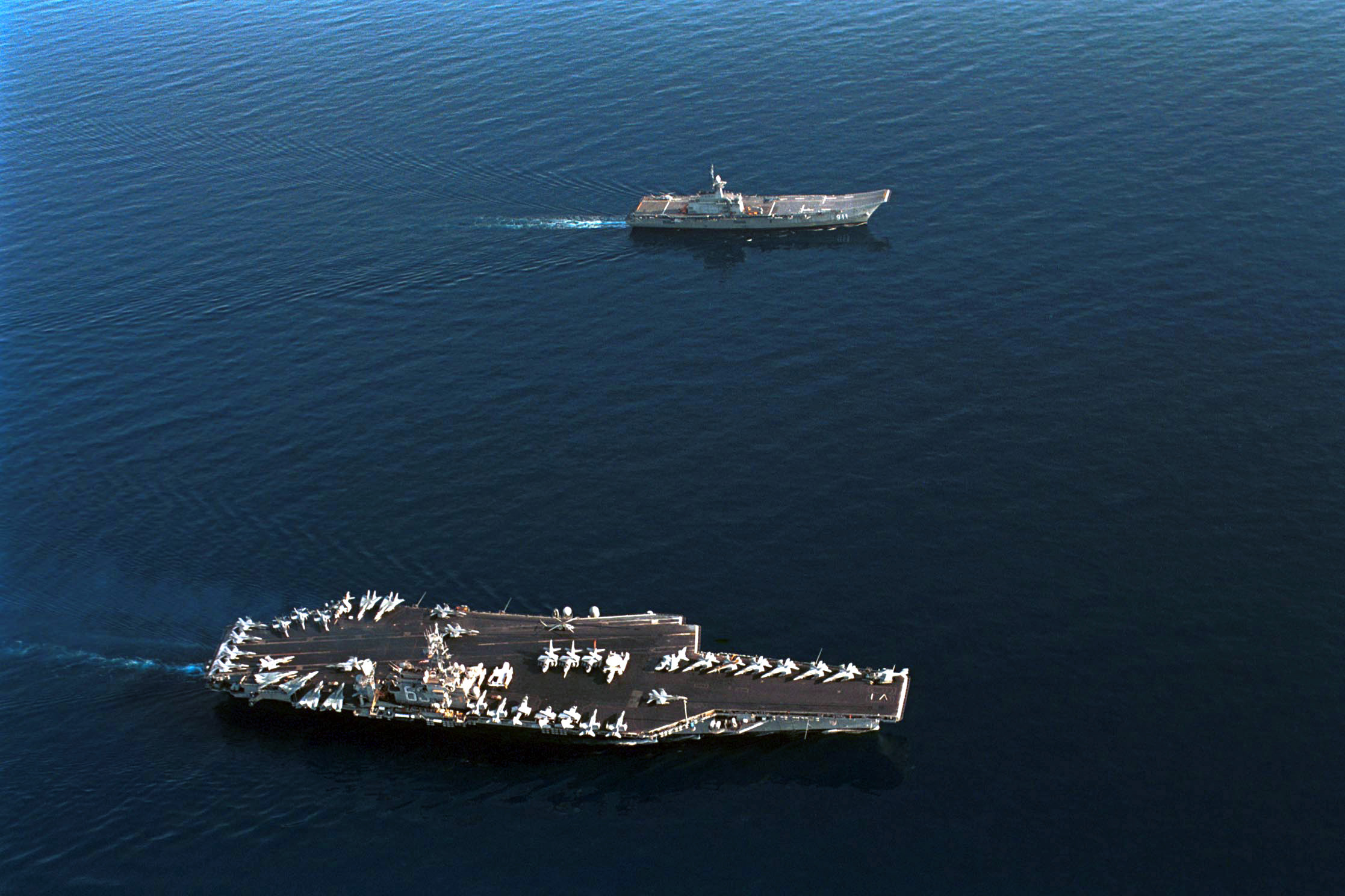
Srovnání velikosti Chakri Naruebet a americké těžké letadlové lodě USS Kitty Hawk

Podobně jako u Principe de Asturias vychází konstrukce Chakri Naruebet z amerického projektu Sea Control Ship. Je však menší. Trup lodi je rozdělen do 14 vodotěsných oddělení. Průběžná letová paluba má na přídi skokanský můstek, usnadňující start letounů Harrier, zvednutý pod úhlem úhlem 12°. Operace letecké techniky za špatného počasí usnadňují dva páry ploutvových stabilizátorů. Velitelský ostrov se nachází na pravé straně letové paluby. Letadla a vrtulníky na letovou palubu dopravuje dvojice výtahů o rozměrech 13,5×13,5 metrů s nosností 20 tun. První je před velitelským ostrovem (po jeho pravé straně je mohutný jeřáb) a druhý zcela na zádi.
Podpalubní hangár má rozměry 100 × 20,5 metrů a kapacitu 10 letounů Harrier, anebo 15 těžkých vrtulníků Sea King či 30 lehkých výsadkových člunů. V současnosti tvoří obvyklý letecký park lodi šest Harrierů (ve španělské verzi AV-8S Matador) a šest víceúčelových vrtulníků Sikorsky S-70B-7 Seahawk. Z lodi mohou operovat i vrtulníky Bell 212 a Sikorsky S-76. Výzbroj tvoří tři šestinásobná vypouštěcí zařízení Sadral, užívající protiletadlových řízených střel krátkého doletu Mistral (dolet 4 km), které doplňuje dvojice kulometů ráže 12,7 mm. V budoucnu by mělo být zakoupeno osminásobné vertikální vypouštěcí silo (VLS) pro protiletadlové řízené střely Sea Sparrow o dosahu 14 km (prozatím loď chrání dvě doprovodné fregaty třídy Naresuan, které střely Sea Sparrow již mají), uvažuje se též o čtyřech systémech blízké obrany typu Phalanx CIWS.
Pohonný systém je koncepce CODOG (kombinace dieselových motorů a spalovacích turbín). Tvoří ho dvě spalovací turbíny General Electric LM2500 o výkonu 44 250 hp, doplněné pro ekonomickou plavbu dvojicí dieselů MAN o výkonu 5600 hp.
Výzbroj lodi prozatím není kompletní, což platí i pro elektronické systémy lodi. Nedostatek financí omezuje i běžný provoz lodi, zabránil například jejímu nasazení v rámci mise Spojených národů během krize v oblasti Východního Timoru. Rovněž pro přibližně 30 let staré letouny Matador není dostatek náhradních dílů.

## Výskyt v kultuře
Chakri Naruebet byla použita při natáčení biografického filmu Temný úsvit (v originálu Rescue Dawn) režiséra Wernera Herzoga, zachycujícího laoské zajetí a útěk pilota námořního letectva Dietera Denglera. Ve filmu Chakri Naruebet představuje americkou těžkou letadlovou loď USS Ranger.